# Indoxyl
Indoxyl is een heterocyclische organische verbinding met als brutoformule C8H7NO. De stof kom voor als heldergele kristallen, die oplosbaar zijn in water, basen, ethanol en di-ethylether. Het is een kleurstof en wordt gebruikt bij de synthese van indigo.

## Synthese
Indoxyl wordt in 3 stappen gesynthetiseerd. De uitgangsstof is antranilzuur (1), dat met chloorazijnzuur reageert tot fenylglycine-o-carbonzuur (2). Dit wordt in reactie met natriumhydroxide gebracht en onder afsplitsing van water wordt 2-indoxycarbonzuur (3) gevormd. Dit wordt verder gedecarboxyleerd tot indoxyl (4).

## Structuur
Indoxyl is een verbinding die afgeleid is van indool. Door aanwezigheid van een alcoholfunctie en een dubbele binding in de vijfring, tautomeriseert het tot een cyclisch keton (de zogenaamde ketovorm), die meer stabiel is: